# 大和町立宮床中学校
大和町立宮床中学校（たいわちょうりつ みやとこちゅうがっこう）は、宮城県黒川郡大和町宮床字四辻にある公立中学校。中学校としては大和町内で一番古い歴史を持つ。

## 学区
- 大和町立宮床小学校、大和町立小野小学校の各小学校学区（小野小学校学区の内、もみじヶ丘、杜乃丘地区は距離的に富谷市立日吉台中学校が近いが宮床中学校学区となっている。）

## 沿革
- 1947年（昭和22年） - 宮床村立宮床中学校創立
- 1955年（昭和30年） - 大和町立宮床中学校に改称
- 1966年（昭和41年） - 宮城県より産業能率研究指定校に指定
- 1971年（昭和46年） - 教育課程研究指定校に指定
- 1979年（昭和54年） - 宮床中学校同窓会結成
- 1983年（昭和58年） - 高野槇を校木に指定
- 1985年（昭和60年） - 優良少年消防クラブとして消防庁長官より表彰
- 1987年（昭和62年） - 優良少年消防クラブとして宮城県知事より表彰
- 1988年（昭和63年） - 「ふるさとの森」造成
- 1989年（平成元年） - 大和町教育委員会より基礎学力向上の指定
- 1989年（平成元年） - 宮城県より自然保全の教育の指定
- 1990年（平成2年） - 宮城県保健環境部より環境教育モデル校に指定
- 1991年（平成3年） - 消防庁より少年消防クラブ優良賞受賞
- 1993年（平成5年） - 第5回全国森林美化コンクール農林水産大臣賞受賞
- 1995年（平成7年） - 大和町学校教育活性化推進事業校指定
- 1996年（平成8年） - 県健康教育推進学校表彰
- 1999年（平成11年） - 宮城大学交流開始

## 教育目標
- 豊かな心を持ち、自らを高め合う生徒の育成